# Айраванк (село)
Айраванк (арм. Հայրավանք) — село в Гехаркуникской области Армении. История села тесно связана с монастырём IX века и названа в его честь. В советский период наименование села было изменено на Камо.

## Население
По данным «Сборника сведений о Кавказе» за 1880 год в селе Айри-ванк Новобаязетского уезда по сведениям 1873 года был 31 двор и проживало 326 азербайджанцев (указаны как «татары»), которые были шиитами. Также в селе был расположен мусульманский молитвенный дом.
По данным Кавказского календаря на 1912 год, в селе Айриванк Новобаязетского уезда проживал 730 человек, в основном азербайджанцев, указанных как «татары».

## Галерея

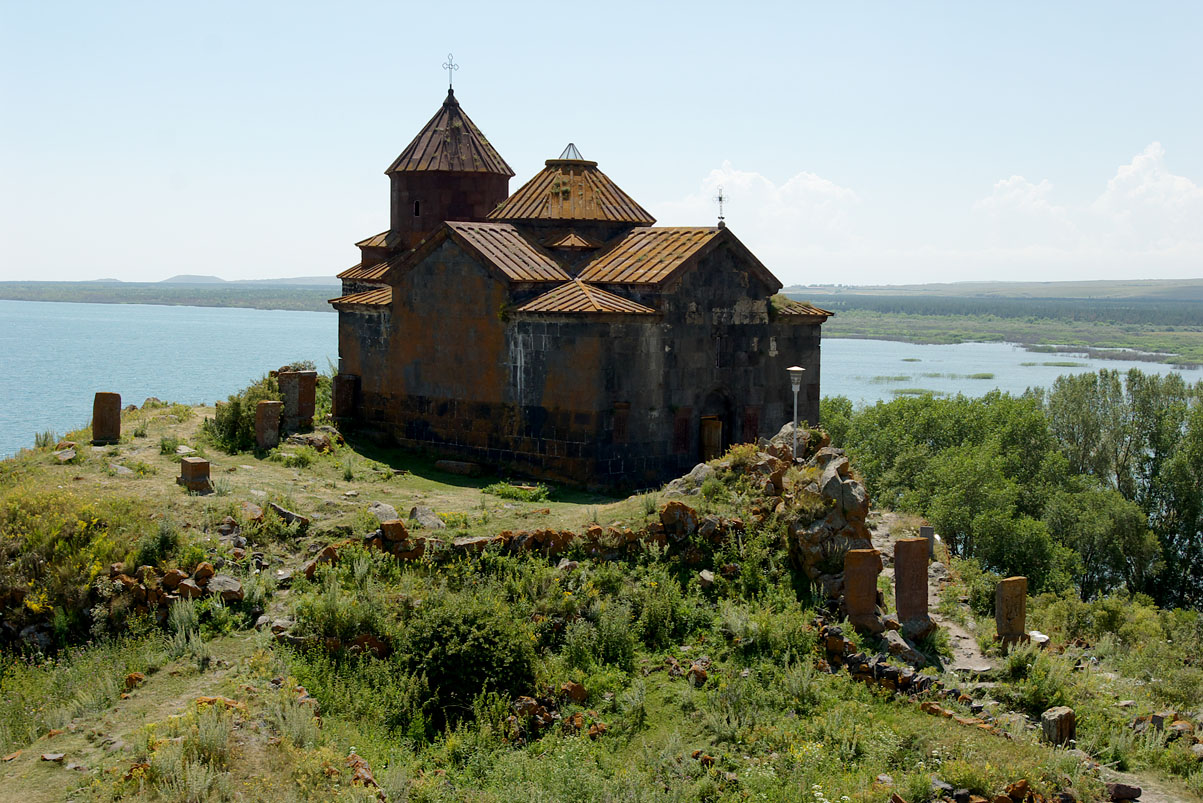
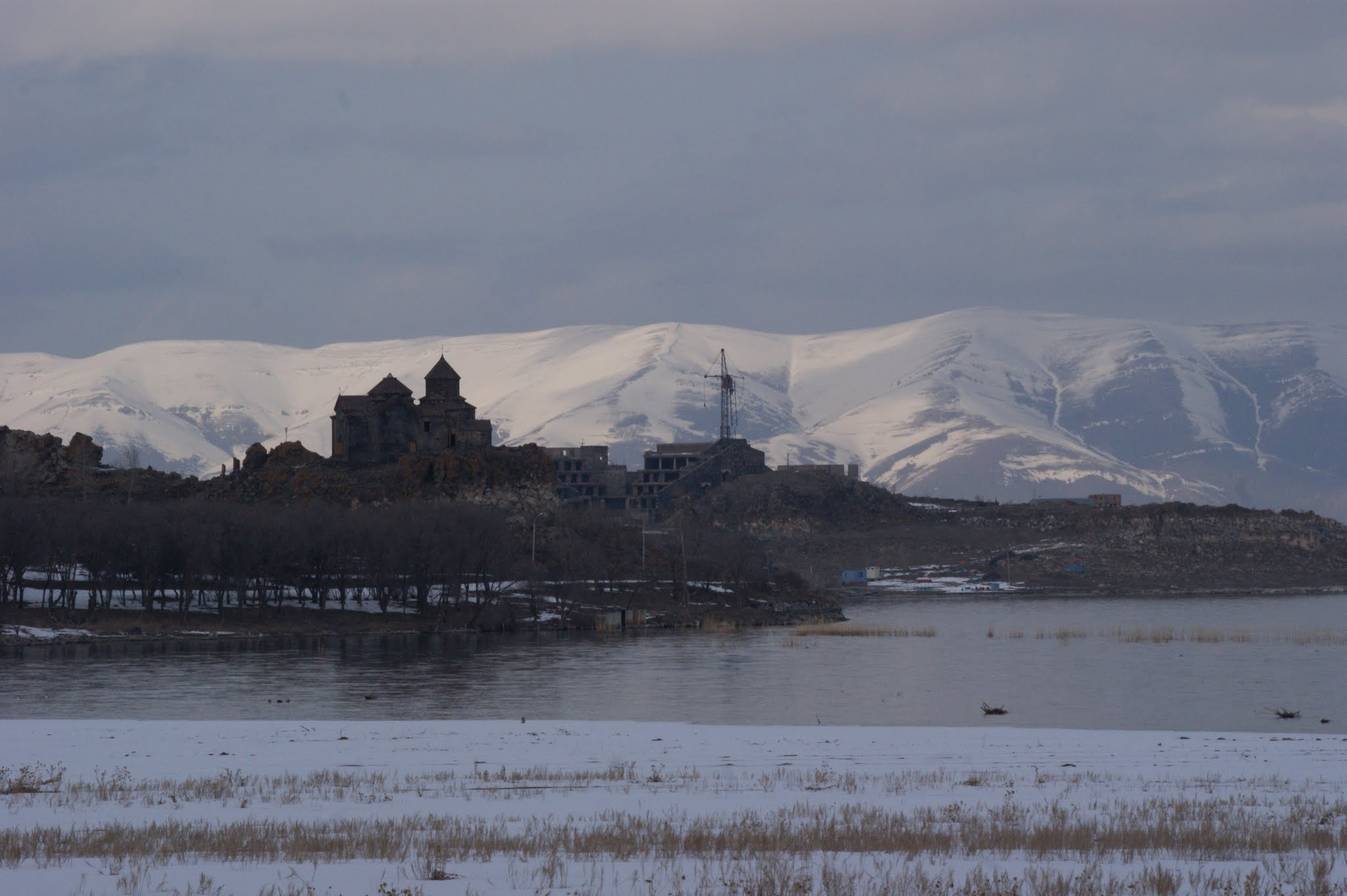
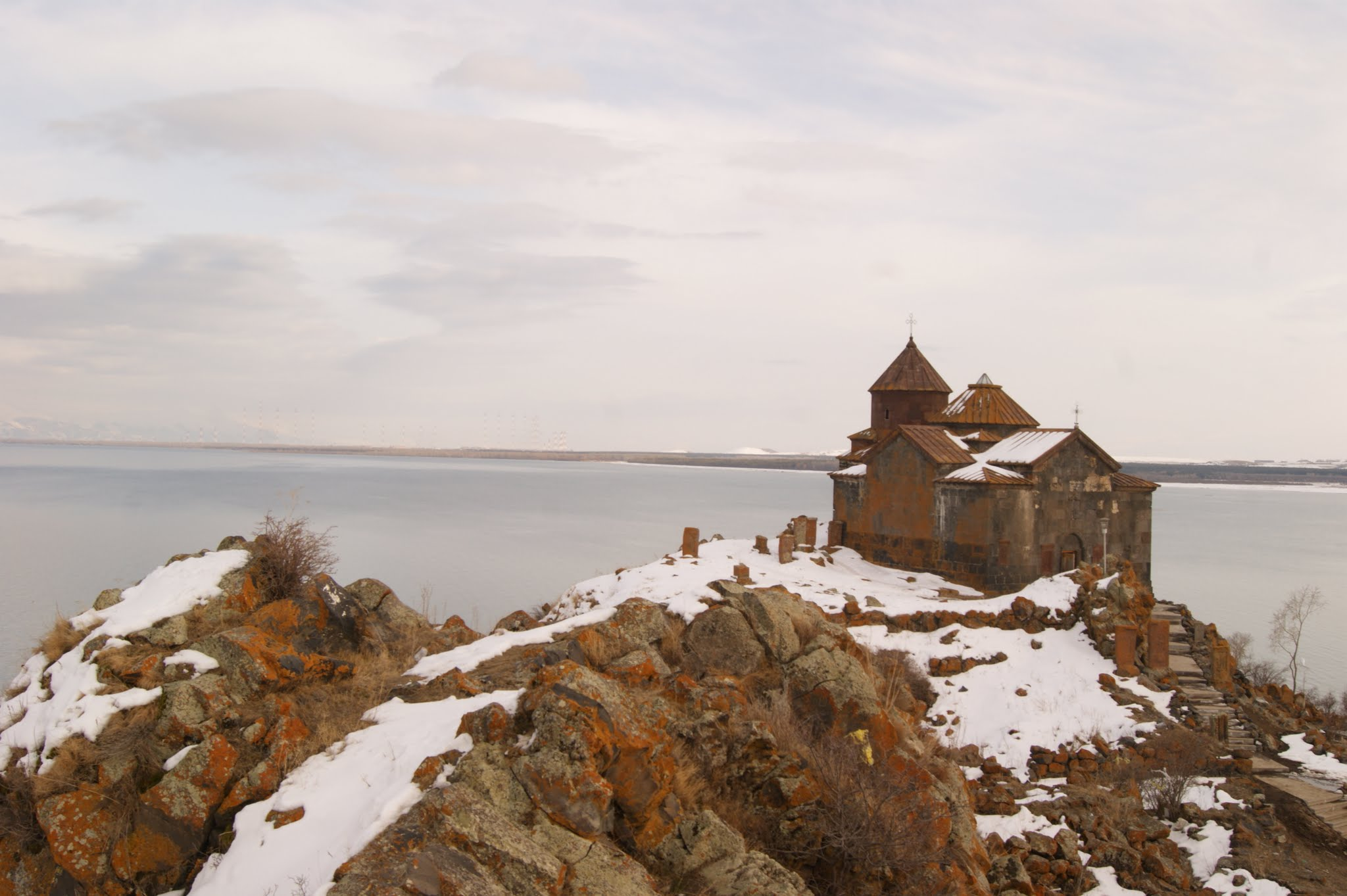
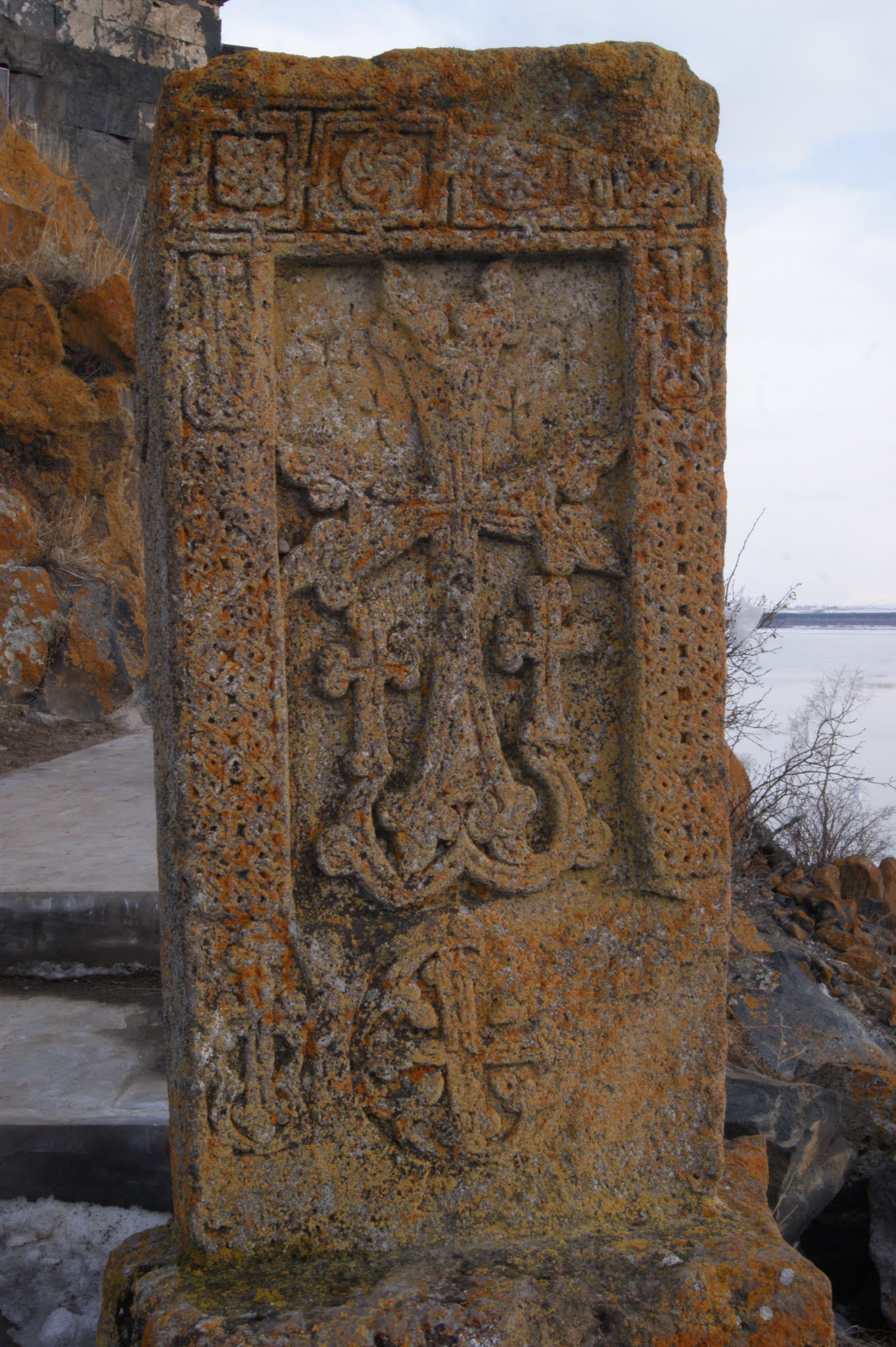